# Горня (река)
Горня — река в России, протекает в Андреапольского районе Тверской области. Южнее истока реки (у урочища Медведиха) находится водораздел с бассейном Западной Двины. Река течёт на север, устье находится в 76 км по левому берегу реки Большой Тудер у деревни Старинка. Длина реки составляет 16 км.
На реке расположены деревни Аксёновского сельского поселения: Ноздрино, Плешково, Старинка

## Данные водного реестра
По данным государственного водного реестра России относится к Балтийскому бассейновому округу, водохозяйственный участок реки — Ловать и Пола, речной подбассейн реки — Волхов. Относится к речному бассейну реки Нева (включая бассейны рек Онежского и Ладожского озера).
Код объекта в государственном водном реестре — 01040200312102000023568.